# Madruga (Cuba)
Madruga, originalmente San Luis del Cuabal de Madruga, es uno de los once municipios de la Provincia de Mayabeque. Se encuentra al centro y extremo este de la provincia. 
Hasta 2010 perteneció a la Provincia de La Habana. Su territorio cubre una extensión de 163 kilómetros cuadrados. Al norte limita con los municipios de Jaruco y Santa Cruz del Norte; al este con la provincia de Matanzas; al sur con Nueva Paz y San Nicolás; y al oeste con Güines.
El actual municipio de Madruga incluye los poblados de Aguacate (antiguo municipio hasta 1976), Pipián, Batey Cervantes, Comunidad Flor de Itabo y Valle de Picadura.

## Historia del central o ingenio Elena en el valle Elena que se sumergio
La ciudad de San Luis del Cuabal de Madruga es la cabecera del término municipal por su nombre en la provincia de Mayabeque, Cuba.
Los baños de Madruga eran conocidos y aprovechados desde tiempos muy remotos por su eficiencia para gran número de dolencias. Eran frecuentados por numerosas personas procedentes de todos los lugares de la isla, sin que se llegase a crear núcleo estable. En la época de baños se alojaban en miserables bohíos de guano que se construían y por los que se pagaban de 25 a 30 pesos fuertes por la temporada y sus dueños y explotadores los quemaban después y se ausentaban.
El capitán general Bassecourt, conde de Santa Clara, que halló remedio en esas aguas, atendiendo a la fama y favor de los baños quiso crear una población y al efecto dispuso la construcción de una iglesia, a fin de atraer colonos que realizaran su idea. Los intereses creados suscitaron obstáculos, notablemente al cura de Macurijes presbítero Rodríguez del Castillo, a cuya feligresía pertenecía aquel territorio, por el temor de perder los beneficios de su curato. 
Pero al fin logró el conde de Santa Clara la licencia y contribuyendo personalmente se iniciaron las obras, que no vio terminadas por tener que ausentarse del país. Por suscripción fue terminada e inaugurada el 22 de mayo de 1803, bajo la advocación de Nuestra Señora de Regla y de San Luis en recuerdo a su promotor.
El capitán general Marqués de Someruelos prohibió que se construyesen los bohíos de temporada y despachó a un agrimensor para que delinease la futura población. Los Sardiñas, dueños de aquellos terrenos, destinaron una caballería y media a dicho efecto, vendiendo los solares a precios altos y donando únicamente unos doce para el culto.
Tanta era la fama de las aguas de Madruga, que pese a los obstáculos anteriores y a la sordidez del propietario, empezó la construcción de buenas viviendas. Acudieron las muchedumbres estableciendo tiendas de todas clases y avecindándose en la nueva población gran número de familias. En 1813 se construyó el cementerio, que fue demolido al construirse otro en 1908. En 1816, y como propiedad del municipio, se edificaron las casas de baños, alguna de ellas en magníficas condiciones para su fin y buen material. 
En 1826 se creó la capitanía pedánea. En 1828, la administración de rentas, que estaba en Pipián, y el correo en 1833. En esa era también se construyó una escuela elemental para niños bajo los auspicios de los señores O'Farril, que continuaron patrocinándola. El ayuntamiento data de 1866. Uno de los personajes más destacados de Madruga ha sido sin duda Humberto Cabeza y Morales.